# Schilling & Blum
Schilling & Blum sind die Cartoonisten Michael Schilling (* 1983) und Jan Blum (* 1981),  die unter anderem für Titanic und Spiegel online zeichnen.

## Leben
Schilling und Blum lernten sich als Arbeitskollegen in Köln kennen und führen seit 2010 ein gemeinsames Weblog mit ihren Cartoons. Ihre Zeichnungen veröffentlichen sie unter anderem in Psychologie Heute,  Titanic, Spiegel online und Stern. 2014 wurden sie mit dem  Deutschen Karikaturenpreis in Bronze ausgezeichnet. Ihre Bücher erscheinen im Lappan Verlag.

## Auszeichnungen
- Deutscher Karikaturenpreis in Bronze

## Veröffentlichungen
- Wir wissen nicht, was Sie haben, aber es ist etwas Lateinisches. Lappan Verlag, Oldenburg 2014.
- Laut Wikipedia bin ich nicht internetsüchtig! Lappan Verlag, Oldenburg 2015.